# Coupvray
Coupvray település Franciaországban, Seine-et-Marne megyében. Lakosainak száma 3008 fő (2022. január 1.). Coupvray Serris, Chalifert, Chessy, Esbly, Lesches, Magny-le-Hongre és Montry községekkel határos.

## Népesség
A település népességének változása:
| Lakosok száma | 2594 | 2811 | 2866 | 2864 | 2860 | 2871 | 2867 | 2949 | 3008 |
|               | 2013 | 2015 | 2016 | 2017 | 2018 | 2019 | 2020 | 2021 | 2022 |